# Ньюдик, Брент
Брент Джеймс Ньюдик (англ. Brent James Newdick; род. 31 января 1985, Тауранга, Бей-оф-Пленти) — новозеландский легкоатлет, специалист по многоборьям. Выступал за сборную Новой Зеландии по лёгкой атлетике в 2000-х и 2010-х годах, серебряный призёр Игр Содружества в Дели, обладатель серебряной и бронзовой медалей летних Универсиад, победитель и призёр первенств национального значения, участник летних Олимпийских игр в Лондоне.

## Биография
Брент Ньюдик родился 31 января 1985 года в городе Тауранга на Северном острове.
Впервые заявил о себе в лёгкой атлетике на международном уровне в сезоне 2001 года, когда вошёл в состав новозеландской национальной сборной и выступил на юношеском мировом первенстве в Дебрецене, где в программе десятиборья занял 23-е место.
В 2004 году стартовал на юниорском мировом первенстве в Гроссето, став в десятиборье шестнадцатым.
С результатом в 7566 очков был четвёртым на Играх Содружества 2006 года в Мельбурне.
Будучи студентом Оклендского технологического университета, в 2009 году побывал на летней Универсиаде в Белграде, откуда привёз награду серебряного достоинства, выигранную в десятиборье — уступил здесь только представителю Белоруссии Николаю Шубенку. Также стартовал на чемпионате мира в Берлине, где с результатом в 7915 очков занял 23-е место.
В 2010 году завоевал серебряную медаль в десятиборье на Играх Содружества в Дели.
На чемпионате мира 2011 года в Тэгу показал 19-й результат в десятиборье.
Благодаря череде удачных выступлений удостоился права защищать честь страны на летних Олимпийских играх 2012 года в Лондоне — набрал в сумме всех дисциплин десятиборья 7988 очков, расположившись в итоговом протоколе соревнований на 12-й строке.
После лондонской Олимпиады Ньюдик остался в составе легкоатлетической команды Новой Зеландии и продолжил принимать участие в крупнейших международных стартах. Так, в 2013 году он взял бронзу на Универсиаде в Казани, уступив бельгийцу Томасу ван дер Платсену и россиянину Сергею Свиридову, с результатом в 7744 очка занял 23-е место на чемпионате мира в Москве.
В 2014 году принял участие в Играх Содружества в Глазго, но досрочно завершил здесь выступление и не показал никакого результата.
В 2015 году в десятиборье одержал победу на чемпионате Океании в Кэрнсе.